# Euxoa infracta
Euxoa infracta är en fjärilsart som beskrevs av Morrison 1875. Euxoa infracta ingår i släktet Euxoa och familjen nattflyn. Inga underarter finns listade i Catalogue of Life.